# Unione Sportiva Tempio 1990-1991
Questa voce raccoglie le informazioni riguardanti  l'Unione Sportiva Tempio nelle competizioni ufficiali della stagione 1990-1991.

## Rosa
| N. |                   | Ruolo | Calciatore             |
| -- | ----------------- | ----- | ---------------------- |
|    | Italia (bandiera) | P     | Daniele Balli          |
|    | Italia (bandiera) | D     | Domenico Berardi       |
|    | Italia (bandiera) | C     | Mario Branca           |
|    | Italia (bandiera) | C     | Giuliano Luca Burgato  |
|    | Italia (bandiera) | D     | Arturo Ciullo          |
|    | Italia (bandiera) | A     | Fortunato Collevecchio |
|    | Italia (bandiera) | A     | Roberto Ennas          |
|    | Italia (bandiera) | C     | Francesco Felici       |
|    | Italia (bandiera) | D     | Adis Feruglio          |
|    | Italia (bandiera) | C     | Antonio Gambino        |
|    | Italia (bandiera) | A     | Gianluca Hervatin      |

| N. |                      | Ruolo | Calciatore         |
| -- | -------------------- | ----- | ------------------ |
|    | Italia (bandiera)    | C     | Paolo Orecchioni   |
|    | Italia (bandiera)    | A     | Maurizio Padella   |
|    | Italia (bandiera)    | C     | Alessandro Pane    |
|    | Italia (bandiera)    | A     | Marco Pau          |
|    | Italia (bandiera)    | C     | Giovanni Pittalis  |
|    | Argentina (bandiera) | P     | Hugo Rubini        |
|    | Italia (bandiera)    | C     | Marco Sanna        |
|    | Italia (bandiera)    | D     | Pierpaolo Statuto  |
|    | Italia (bandiera)    | D     | Alfredo Trovalusci |
|    | Italia (bandiera)    | A     | Antonio Trudu      |